# Rhomphaea sjostedti
Rhomphaea sjostedti är en spindelart som beskrevs av Albert Tullgren 1910. Rhomphaea sjostedti ingår i släktet Rhomphaea och familjen klotspindlar.
Artens utbredningsområde är Tanzania. Inga underarter finns listade i Catalogue of Life.